# Boduhuraa (Laamu-atol)
Boduhuraa is een van de onbewoonde eilanden van het Laamu-atol behorende tot de Maldiven.